# Szepes Erika
Szepes Erika (Budapest, 1946. december 24.) magyar irodalomtörténész, klasszika-filológus, vallástörténész, kritikus, egyetemi tanár, szerkesztő.

## Pályája
Szepes Erika középiskolai tanulmányait az ELTE Radnóti Miklós Gyakorló Gimnáziumában végezte 1961 és 1965 között. 1964-ben az Országos Középiskolai Tanulmányi Versenyeken magyar irodalomból II., latin nyelvből III., oroszból VII. helyezést ért el. Egyetemi tanulmányait az ELTE BTK magyar–latin–görög szakán végezte, summa cum laude minősítéssel, szakdolgozatát antik vallástörténetből írta. 1977-ben szerzett egyetemi doktori fokozatot görög vallástörténetből és filológiából, kandidátusi fokozatát 1992-ben szerezte meg verstani disszertációjával. 1988–89-ben egy év időtartamra Soros-ösztöndíjban részesült. 1994-ben a Nagy Lajos Alapítvány irodalmi pályázatán nyert díjat.
1970 és 1982 között az Akadémiai Kiadó Világirodalmi lexikonánál dolgozott felelős szerkesztőként és egyben szerzőként, többek között egyik mestere, Szerdahelyi István professzor, a rendszerváltás előtti időszak egyik vezető irodalomtudósának irányítás alatt. 1982–85-ben a Szépirodalmi Könyvkiadó felelős szerkesztője volt, majd 1985–1991 között a kiadó főszerkesztőjeként dolgozott. A Szépirodalmi privatizációja, majd megszűnése után szabadúszóként tevékenykedett, óraadóként tanított az ELTE Magyar Irodalomtörténeti Intézetében 1991-től egészen 2006-ig. 1992-től többek között Világirodalmi Lexikon verstani főmunkatársa.
1993 óta vers- és képzőművészeti rovatvezetője az Ezredvég című folyóiratnak. Pályakezdése óta folyamatosan publikál szakfolyóiratokban, irodalmi lapokban, ír tanulmányt, esszét, kritikát, valamint kortárs szerzők köteteihez elő- és utószót. Az utóbbi években novellái, elbeszélései is megjelennek. Tudományos publikációi száma eléri a 300-at, egyike a legtöbbet idézett magyar irodalomtörténészeknek. Tanít többek között a Zsigmond Király Főiskolán és a Liszt Ferenc Zeneművészeti Egyetem Doktori Iskolájában, a Digitális Irodalmi Akadémia Kuczka Péter-szakértője. 2005-ben Gábor Andor-díjjal, 2006-ban a Magyar Köztársasági Érdemrend Arany Fokozatával tüntették ki. Házas, férje dr. Tátrai Vilmos művészettörténész, két gyermeke és három unokája van.

## Munkássága, kutatásai
Szepes Erika elsődleges kutatási területe a klasszika-filológia és a vallástörténet mellett a versformák viselkedése, legismertebb műve talán a Szerdahelyi István professzorral közösen írott, azóta több kiadást is megért Verstan. Emellett azonban kiterjedt kutatásokat folytatott a kortárs magyar- és világirodalom területén is, munkássága nem korlátozódik a vers pusztán formai elemzéseire, értelmező tanulmányt is rengeteget közölt. Írt többek között kismonográfiát Varga Rudolfról és Sebők Éváról, elemző nagytanulmányokat Kuczka Péterről, Weöres Sándorról, Petri Györgyről, Gyimesi Lászlóról, Turczi Istvánról, Payer Imréről, Bíró Józsefről, Géher Istvánról stb. Nagymonográfiában tárta fel a mai magyar költészet formakincsét, publikált tanulmánykötetet a mítoszok kortárs magyar lírára gyakorolt hatásáról, a haiku műfajának magyar irodalomban való megjelenéséről, valamint a rendszerváltással együtt végbement irodalomtudományi paradigmaváltásról. Kutatói figyelme leginkább a rendszerváltás után fordult az úgynevezett paradigmaváltás, a magyar irodalomtudományi diskurzusban megjelent új értelmezői iskolák (hermeneutika, dekonstrukció, recepcióesztétika) felé, Szepes Erika azonban nem ezen irányzatok hívévé, sokkal inkább egyik legmarkánsabb, legerőteljesebb kritikusává vált, élénk vitákat kiváltva. Legutóbbi, A mocskos mesterség – Gondolatok a paradigmaváltásról című tanulmánykötetében erős kritikával illeti a Magyarországon leginkább Kulcsár Szabó Ernő akadémikus professzor és tanítványi köre nevével fémjelezhető hermeneutikai és recepcióesztétikai iskolát, rávilágítva annak elméletcentrikusságára és az értelmezett szövegektől való elrugaszkodására.

## Szakkönyvei
- Verstan. (Szerdahelyi Istvánnal.) Bp., 1981, Gondolat Kiadó.
- Erósz a folklórban. (Hoppál Mihállyal.) Bp., 1987, Szépirodalmi Kiadó.
- A szerelem kertjében. (Hoppál Mihállyal.) Bp., 1987, Szépirodalmi Kiadó.
- Mágia és ritmus. (Vallástörténeti és verstani tanulmányok.) Bp., 1988, Szépirodalmi Kiadó.
- A múzsák tánca. (Szerdahelyi Istvánnal.) Bp., 1988, Akadémiai Kiadó. (Kérdőjel sorozat.)
- Magyar költő – magyar vers. (A mai magyar költészet verstani kisenciklopédiája.) Békéscsaba, 1990, Tevan Kiadó.
- Olvassuk együtt! Verselemzések. Bp.,1995, Nemzeti Tankönyvkiadó.
- A mai magyar vers. Költészetünk formakincsének leíró és funkcionális elemzése az elmúlt fél évszázad verseinek tükrében. (I–III. köt.) Bp.–Békéscsaba, 1996, Intera Rt.–Tevan Kiadó.
- Verstan. (2. kiadás) Bp., 1998, Tárogató Könyvek.
- Olvassuk együtt! II.: A vers mint alma. (Verselemzések.)Bp., 1999, Nemzeti Tankönyvkiadó.
- Anakreón-variációk. Vágyott életminőség vagy sorsközösség? Bp., Orpheusz, 2002.
- Újpalota – egy városrész regénye. Bp., XV. kerületi Önkormányzat, 2002.
- Bíborban és feketében az ezredvégen. Sebők Éva költészetéről. Bp., Széphalom Könyvműhely, 2003.
- Szerep és személyesség. Olvassuk együtt! III. Bp., Nemzeti Tankvk., 2003.
- „Szertenézett, s nem lelé…” A Varga Rudolf-jelenség. Bp., Orpheusz, 2004.
- A költő és a mítosz. Olvassuk együtt! IV. Bp., Napkút Kiadó, 2006.
- Tizenhét szótag. Esszék és elemzések. Olvassuk együtt! V. Bp., Napkút Kiadó, 2011.
- A mocskos mesterség. Gondolatok a paradigmaváltásról. Olvassuk együtt VI. Bp., Hungarovox Kiadó, 2012
- Rondó a vadonban. A Nagy Lajos Társaság antológiája, 2013; szerk. Szepes Erika, Gyimesi László, Stramszky Márta; Cédrus Művészeti Alapítvány–Napkút, Bp., 2013
- Világárnyék. A Nagy Lajos Irodalmi és Művészeti Társaság antológiája, 2014; szerk. Szepes Erika, Szerdahelyi István, Gyimesi László; Hét Krajcár, Bp., 2014
- "Az innen-létből sohasem elég". Lászlóffy Csaba ikerkötetének olvasásakor; Napkút, Bp., 2014 (Káva téka)
- Polifónia. Olvassunk együtt VII.; Napkút Kiadó, Bp., 2015
- Jelentés az Ördöggolyóból; Napkút, Bp., 2017 (Káva téka)

## Fordításai
- Rákóczi Ferenc: Vallomások. (Fordítás latinból és utószó.) Bp., 1979, Szépirodalmi Kiadó.
- Arisztophanész: Lüszisztraté. (Fordítás és kísérőtanulmány.) Bp., 1995, Nemzeti Tankönyvkiadó.

## Szépirodalmi munkái
- Ördöggolyó. Novellaciklus. Bp., Saluton Kiadó, 2005
- Az ördöggolyó fogságában. Novellák. Bp., Napkút Kiadó, 2007
- Az ördöggolyó ajándéka; Napkút, Bp., 2013
- Jelentés az Ördöggolyóból; Napkút, Bp., 2017 (Káva téka)

## Szakmai szervezeti tagságai, tisztségei
- Magyar Írószövetség: tag
- Szépírók Társasága: tag
- Nagy Lajos Irodalmi- és Művészeti Társaság: elnök
- Nagy Lajos Alapítvány: kuratóriumi elnök
- Hevesi Gyula Alapítvány: kuratóriumi elnök

## Díjai, szakmai elismerései
- 1988-89: Soros-ösztöndíj
- 1994: Nagy Lajos-díj
- 2005: Gábor Andor-díj
- 2006: Magyar Köztársasági Érdemrend Arany Fokozata